# Стеньшино
Сте́ньшино — село в Петровском районе Тамбовской области России. Входит в Петровский сельсовет.

## География
Село расположено на западе Тамбовской области на границе с Липецкой областью, примерно на расстоянии 370 км юго-юго-восточнее Москвы и в 25 км к северо-западу от районного центра и центра сельсовета, села Петровское. Расстояние до ближайших городов: до Липецка — 25 км, до Мичуринска — 40 км. Железнодорожное сообщение отсутствует.

## История
Стеньшино — старинное русское село. Официальной датой его основания считается 1686 год — в это время служилым людям (Марку Кручинину с товарищами) из города Сокольска Белгородской укреплённой черты (находился в пределах современного Липецка) было отведено по 15 четвертей пашни и по 30 копен сена. Земля давалась в общее пользование без права продажи и дарения, только наиболее заслуженные получали землю в полную собственность.
Село получило название по Стеньшинскому липягу, близ которого поселились основатели. Здесь в 1630—60-е годы было селение Хомутище, покинутое в связи с начавшейся русско-турецкой войной и усилением набегов крымских, азовских и ногайских татар. Вполне вероятно, что часть жителей бывшего Хомутища вошла в число основателей нового поселения.
Среди старожилов села существует легенда о том, что Стеньшино названо в честь вождя крестьянского восстания Степана Разина, которого в народе называли ласковыми именами — Стенька, Стеньша.
До 1720 года жители Стеньшино считались служилыми людьми, в их обязанности входило несение сторожевой службы. Затем они были переведены в однодворцы.
Согласно «Экономическим примечаниям к планам Генерального межевания» 1778 года, в Стеньшино и выселке из него деревне Горице было 133 двора и 1065 жителей, во владении которых находилось 2324 десятины пашни, 541 десятина сенокосов, 236 десятин леса. Село располагалось на левой стороне Безымянного Босалука и по обе стороны Безымянного ручья у пруда. Здесь была деревянная церковь во имя Пресвятой Богородицы и деревянный господский дом с двумя плодовыми садами. Предположительно это была дворовая усадьба отставного корнета Ф. П. Рослякова, которая в 1783 году была куплена за 15 рублей прадедом великого поэта Алексеем Фёдоровичем Пушкиным. После смерти А. Ф. Пушкина имения перешли к его жене Сарре Юрьевне Пушкиной (Ржевской).
В начале XIX века владения Пушкиных в Стеньшино были куплены помещиком Плоховым, сыновья которого Николай и Михаил после раздела основали деревни Николаевку и Михайловку.
Вторым владельцем земель в дачах Стеньшино были Лодыгины — предки учёного Александра Николаевича Лодыгина. В 1703 году боярский сын Семен Тюшевской получил под Стеньшино 150 десятин земли, позже перешедших к богатым помещикам Вельяминовым, имевшим земли в ряде близлежащих сёл. В 1766 году это поместье было отдано в приданое дочери Луки Вельяминова Елене, вышедшей замуж за прапорщика Николая Ивановича Лодыгина. Его сын Иван при разделе с братьями добился выделения земель в Новой Ситовке, Хомутце, Тафино и Стеньшино, последнее он избрал местом постоянного проживания.
В 1,5—2-х километрах от Стеньшино он построил деревянный двухэтажный дом, рядом в 1821 году вместо обветшавшей деревянной церкви была построена небольшая кирпичная церковь с двумя престолами: Покрова Пресвятой Богородицы на верхнем этаже и Константина и Елены на нижнем. Был заложен сад, сооружены беседки в восточном стиле, устроен пруд с висячим мостиком, выписаны саженцы вечнозеленой туи, высаженные вдоль ручья. Эта усадьба и стала родиной Александра Николаевича Лодыгина, который здесь провёл большую часть детских лет.
На северо-запад от усадьбы тянулся ряд крестьянских изб, в которых жили крепостные Лодыгиных. Сейчас это Плеханово (проходившее по переписям как сельцо Стеньшино), Никольское, Еленино, Ивановка.
В 1849 году, попав в трудное финансовое положение, Лодыгины продали имение купцу из Лебедяни Шатилову. Шатиловы дом из-за ветхости разобрали, а на его фундаменте построили новый, тоже деревянный.
В 1862 году в казённой деревне Стеншино 2-го стана Липецкого уезда Тамбовской губернии было 80 дворов, 274 мужчины и 292 женщины, конный завод.
По статистическим сведениям 1883 года в селе Стеньшино Бутырской волости Липецкого уезда было 117 дворов и 827 жителей (418 мужчин, 409 женщин) из бывших государственных крестьян. В их распоряжении было 1372,8 десятины удобной и 52,4 десятины неудобной надельной земли; имелось 297 лошадей, 257 голов крупного рогатого скота, 685 овец и 61 свинья. В селе было три промышленных заведения, трактир и лавка. Было 5 грамотных и 1 учащийся, все — мужского пола.
По сведениям 1888 года к селу также относилось имение купцов А. Н. и П. Н. Шатиловых с экономической запашкой, часть которого у села занимала 934 десятины земли (в основном пашня и немного леса), из которых 460 десятин было засеяно (150 десятин озимой ржи, по 75 десятин озимой пшеницы и яровых овса, гороха и картофеля, а также 10 десятин гречихи). В имении работало 6 административных служащих, 7 постоянных и 12 сезонных полевых и усадебных рабочих и 7 постоянных и 3 сезонных рабочих при скотном дворе.
Земская одноклассная школа в Стеньшино открылась в начале XX века. В 1908 году в ней обучалось 62 ученика из 138 подлежащих обучению детей.
В 1911 году здесь было 188 дворов великороссов-земледельцев, проживало 1260 человек (626 мужчин и 634 женщины). В штате церкви состояли священник и псаломщик, ей принадлежало 28 десятин пахотной земли и 1 десятина 1070 саженей усадебной земли.
В 1920-е годы в Стеньшино начали создаваться товарищества по совместной обработке земли, а затем сельхозартели и колхозы.
В 1926 году в селе Бутырской волости Липецкого уезда — 256 дворов русских, 1458 жителей (709 мужчин, 749 женщин).
До войны в селе насчитывалось 279 дворов, оно не позднее 1956 года было центром Стеньшинского сельсовета в Избердеевском районе Тамбовской области.
В 2013 году Новоситовский сельсовет вместе с селом Стеньшино вошёл в состав Петровского сельсовета.

## Население
| 2010 |
| ---- |
| 36   |

В 2002 году население села составляло 72 жителя, 97 % — русские.
В 2010 году — 36 жителей (15 мужчин, 21 женщина).

## Инфраструктура и улицы
В селе 3 улицы — Лодыгина, Советская и Школьная. Есть кладбище, к югу от села находятся памятники природы регионального значения Лодыгинский парк и туевая роща. В позднесоветские годы к востоку от деревни располагалась молочно-товарная ферма, ныне разрушена.

## Известные уроженцы и жители
- Аристов, Николай Яковлевич — доктор исторических наук, сын священника.
- Лодыгин, Александр Николаевич — русский электротехник, изобретатель лампы накаливания.